# Fun House (álbum de The Stooges)
Fun House es el segundo álbum del grupo estadounidense The Stooges, editado en 1970 por Elektra Records.
El disco, considerado una piedra angular del llamado proto-punk, fue grabado en los estudios Elektra Sound Recorders de Los Ángeles, California, en mayo de 1970, y fue producido por Don Gallucci, quien trató de recrear en el estudio el sonido visceral y sin vueltas de la banda en directo.
En el 2020 el álbum fue ubicado en el puesto 94 de la lista de los 500 mejores álbumes de todos los tiempos, de la revista estadounidense Rolling Stone.

## Detalles
De acuerdo al crítico especializado Mark Deming, de Allmusic.com, quien calificó a este trabajo con un puntaje óptimo (5/5): "Fun House es donde el genio loco de Iggy Pop aflora plenamente por primera vez, siendo este álbum el documento ideal del grupo, en su cima más sudorosa, cruda y ruidosa."
Por su parte, el periodista Joe Tangari de Pitchfork Media, quien le otorgó un 9.4/10, escribió: "El aún abrasivo primer disco de The Stooges suena comparativamente 'gentil' respecto al apocalíptico Fun House, mostrando una banda en su mejor momento estallando en tu cara."
En 2005 Elektra/Rhino reeditó el álbum con un CD extra incluyendo 14 bonus tracks.

## Lista de canciones
Lado A

Todas las canciones escritas y compuestas por The Stooges. 
| N.º | Título               | Duración |  |
| 1.  | «Down on the Street» | 3:42     |  |
| 2.  | «Loose»              | 3:33     |  |
| 3.  | «T.V. Eye»           | 4:17     |  |
| 4.  | «Dirt»               | 7:00     |  |

Lado B
| N.º | Título                                          | Duración |  |
| 5.  | «1970» (también conocida como "I Feel Alright") | 5:14     |  |
| 6.  | «Fun House»                                     | 7:45     |  |
| 7.  | «L.A. Blues»                                    | 4:52     |  |

Bonus tracks CD 2005
| 2005 reissue: Disc two |                                      |          |  |
| N.º                    | Título                               | Duración |  |
| 8.                     | «T.V. Eye (Takes 7 & 8)»             | 6:01     |  |
| 9.                     | «Loose (Demo)»                       | 1:16     |  |
| 10.                    | «Loose (Take 2)»                     | 3:42     |  |
| 11.                    | «Loose (Take 22)»                    | 3:42     |  |
| 12.                    | «Lost in the Future (Take 1)»        | 5:50     |  |
| 13.                    | «Down on the Street (Take 1)»        | 2:22     |  |
| 14.                    | «Down on the Street (Take 8)»        | 4:10     |  |
| 15.                    | «Dirt (Take 4)»                      | 7:09     |  |
| 16.                    | «Slide (Slidin' the Blues) (Take 1)» | 4:38     |  |
| 17.                    | «1970 (Take 3)»                      | 7:29     |  |
| 18.                    | «Fun House (Take 2)»                 | 9:30     |  |
| 19.                    | «Fun House (Take 3)»                 | 11:29    |  |
| 20.                    | «Down on the Street (Single Mix)»    | 2:43     |  |
| 21.                    | «1970 (Single Mix)»                  | 3:21     |  |

## Personal
- Iggy Pop – voz
- Ron Asheton – guitarras
- Dave Alexander – bajo
- Scott Asheton – batería

Con
- Steve Mackay – saxo